# Енмор
Енмор (англ. Anmore) — селище у провінції Британська Колумбія, Канада. Розташоване в окрузі Великий Ванкувер.

## Зовнішні посилання
- Village of Anmore [Архівовано 16 березня 2022 у Wayback Machine.] - офіційний сайт (англ.)